# Wilson Miranda Lima

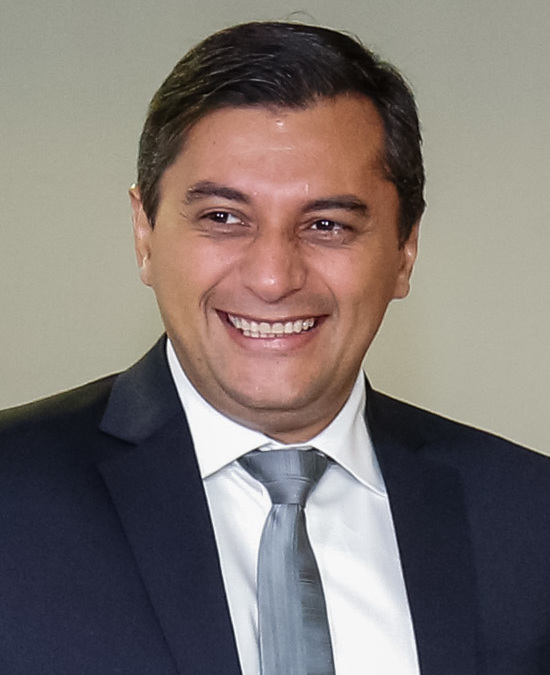
Wilson Miranda Lima (2018)

Wilson Miranda Lima (* 26. Juni 1976 in Santarém, Pará) ist ein brasilianischer Journalist, Politiker und seit Januar 2019 amtierender Gouverneur des Bundesstaates Amazonas. Er ist Mitglied der União Brasil (UNIÃO).

## Leben
Lima ist der Sohn von José Lins de Lima und Maria Miranda Lima. Er wuchs in Santarém auf, war 15 Jahre lang Englischlehrer und wurde dann Journalist und Hörfunk- und Fernsehmoderator. 30-jährig siedelte er 2006 nach Manaus im Bundesstaat Amazonas um, um dort als Journalist zu arbeiten.

## Politische Laufbahn
Wilson Lima begann seine politische Karriere 2012 bei den Grünen, als er dem Partido Verde (PV) beitrat. 2016 wechselte er zum damaligen Partido da República (PR), umbenannt in den heutigen Partido Liberal (PL), verließ diesen aber nur ein Jahr später, um dem Movimento Democrático Brasileiro (MDB) beizutreten. Im Jahr 2018 wechselte er jedoch erneut die Partei und trat dem rechtsreligiösen, konservativen und wirtschaftsliberalen Partido Social Cristão (PSC) bei. Diese Partei ermöglichte es ihm, für die Landesregierung zu kandidieren.
Bei den Wahlen in Brasilien 2018 wurde er mit 1.033.954 der gültigen Stimmen im zweiten Wahlgang zum 49. Gouverneur von Amazonas gewählt.